# 2MASS
2MASS (англ. Two Micron All-Sky Survey) — обзор всего неба на длине волны два микрона. Обзор неба в инфракрасном диапазоне, осуществлявшийся в 1997—2001 годах с помощью двух телескопов в северном полушарии (Обсерватория имени Уиппла, Аризона) и южном (Чили).
До обзора 2MASS аналогичное исследование проводилось в 1969 году (англ. Two Micron Sky Survey), при этом обзором было исследовано 70 % неба и определено около 5 700 источников инфракрасного излучения. C тех пор были значительно улучшены технологии изготовления инфракрасных датчиков, в результате чего стало возможным регистрировать источники излучения в 100 млн раз более слабые.
Основные цели этого обзора заключались в следующем:
- Поиск галактик в области неба, скрытой нашей Галактикой от наблюдения в диапазоне видимого света.
- Поиск коричневых карликов.
- Систематический поиск звёзд малой массы, наиболее типичных представителей населения галактик, но из-за малой светимости недоступных наблюдению в диапазоне видимого света.
- Каталогизация всех найденных объектов.

В результате обзора было каталогизировано более 300 млн объектов. В 2003 году было сообщено об открытии в результате анализа полученных данных карликовой галактики в созвездии Большого Пса — одной из самых близких галактик-спутников Млечного Пути.
Данные обзора находятся в свободном доступе.